# Arrondissement Sélestat-Erstein
Das Arrondissement Sélestat-Erstein ist ein Verwaltungsbezirk im Département Bas-Rhin in der Europäischen Gebietskörperschaft Elsass und in der Region Grand Est in Frankreich. Der Verwaltungssitz (frz.: chef-lieu) des Arrondissements ist Sélestat (dt.: Schlettstadt).

## Geschichte
Bei der Gründung des Départements Bas-Rhin am 4. März 1790  gehörte das Gebiet zum „Distrikt Benfeld“. Später wurde der Distrikt Benfeld in „Distrikt Schlestadt“ umbenannt, der im Wesentlichen mit dem heutigen Arrondissement übereinstimmte. Mit der Gründung der Arrondissements entstand am 17. Februar 1800 das neue Arrondissement Barr, das im Wesentlichen den Distrikt Schlestadt ersetzte. Am 10. Februar 1806 wurde daraus das Arrondissement Schlestadt.
Seit dem 18. Mai 1871 gehörte das Gebiet zu den Kreisen Erstein und Schlettstadt im Bezirk Unterelsaß des Reichslandes Elsass-Lothringen. Die beiden Kreise umfassten damals zusammen 1134 km² und hatten (1871) 143.032 Einwohner.
Im Zuge der Wiedereingliederung des Elsass nach Frankreich am 28. Juni 1919 (Vertrag von Versailles) wurden die Kreise bzw. Arrondissements Erstein und Sélestat neu zugeschnitten. Am 24. Mai 1974 wurden sie zum heutigen Arrondissement Sélestat-Erstein zusammengelegt.

## Geografie
Das Arrondissement grenzt im Nordwesten und Norden an die Arrondissements Molsheim und Strasbourg-Campagne, im Osten an Deutschland mit dem Regierungsbezirk Freiburg (Baden-Württemberg), im Süden an die Arrondissements Colmar und Ribeauvillé und im Westen an das Arrondissement Saint-Dié im Département Vosges (Lothringen).

## Wahlkreise
- Kanton Erstein
- Kanton Molsheim (mit einer von 31 Gemeinden)
- Kanton Mutzig (mit 18 von 51 Gemeinden)
- Kanton Obernai
- Kanton Sélestat

## Gemeinden
Die Gemeinden des Arrondissements Sélestat-Erstein sind:
| 1. Albé (67003)               | 2. Andlau (67010)           | 3. Artolsheim (67011)          | 4. Baldenheim (67019)        |
| 5. Barr (67021)               | 6. Bassemberg (67022)       | 7. Benfeld (67028)             | 8. Bernardswiller (67031)    |
| 9. Bernardvillé (67032)       | 10. Bindernheim (67040)     | 11. Blienschwiller (67051)     | 12. Bœsenbiesen (67053)      |
| 13. Bolsenheim (67054)        | 14. Boofzheim (67055)       | 15. Bootzheim (67056)          | 16. Bourgheim (67060)        |
| 17. Breitenau (67062)         | 18. Breitenbach (67063)     | 19. Châtenois (67073)          | 20. Dambach-la-Ville (67084) |
| 21. Daubensand (67086)        | 22. Diebolsheim (67090)     | 23. Dieffenbach-au-Val (67092) | 24. Dieffenthal (67094)      |
| 25. Ebersheim (67115)         | 26. Ebersmunster (67116)    | 27. Eichhoffen (67120)         | 28. Elsenheim (67121)        |
| 29. Epfig (67125)             | 30. Erstein (67130)         | 31. Fouchy (67143)             | 32. Friesenheim (67146)      |
| 33. Gerstheim (67154)         | 34. Gertwiller (67155)      | 35. Goxwiller (67164)          | 36. Heidolsheim (67187)      |
| 37. Heiligenstein (67189)     | 38. Herbsheim (67192)       | 39. Hessenheim (67195)         | 40. Hilsenheim (67196)       |
| 41. Hindisheim (67197)        | 42. Hipsheim (67200)        | 43. Huttenheim (67216)         | 44. Ichtratzheim (67217)     |
| 45. Innenheim (67223)         | 46. Itterswiller (67227)    | 47. Kertzfeld (67233)          | 48. Kintzheim (67239)        |
| 49. Kogenheim (67246)         | 50. Krautergersheim (67248) | 51. La Vancelle (67505)        | 52. Lalaye (67255)           |
| 53. Le Hohwald (67210)        | 54. Limersheim (67266)      | 55. Mackenheim (67277)         | 56. Maisonsgoutte (67280)    |
| 57. Marckolsheim (67281)      | 58. Matzenheim (67285)      | 59. Meistratzheim (67286)      | 60. Mittelbergheim (67295)   |
| 61. Mussig (67310)            | 62. Muttersholtz (67311)    | 63. Neubois (67317)            | 64. Neuve-Église (67320)     |
| 65. Niedernai (67329)         | 66. Nordhouse (67336)       | 67. Nothalten (67337)          | 68. Obenheim (67338)         |
| 69. Obernai (67348)           | 70. Ohnenheim (67360)       | 71. Orschwiller (67362)        | 72. Osthouse (67364)         |
| 73. Reichsfeld (67387)        | 74. Rhinau (67397)          | 75. Richtolsheim (67398)       | 76. Rossfeld (67412)         |
| 77. Saasenheim (67422)        | 78. Saint-Martin (67426)    | 79. Saint-Maurice (67427)      | 80. Saint-Pierre (67429)     |
| 81. Saint-Pierre-Bois (67430) | 82. Sand (67433)            | 83. Schaeffersheim (67438)     | 84. Scherwiller (67445)      |
| 85. Schœnau (67453)           | 86. Schwobsheim (67461)     | 87. Sélestat (67462)           | 88. Sermersheim (67464)      |
| 89. Steige (67477)            | 90. Stotzheim (67481)       | 91. Sundhouse (67486)          | 92. Thanvillé (67490)        |
| 93. Triembach-au-Val (67493)  | 94. Urbeis (67499)          | 95. Uttenheim (67501)          | 96. Valff (67504)            |
| 97. Villé (67507)             | 98. Westhouse (67526)       | 99. Witternheim (67545)        | 100. Wittisheim (67547)      |
| 101. Zellwiller (67557)       |                             |                                |                              |